# Perla di Tahiti

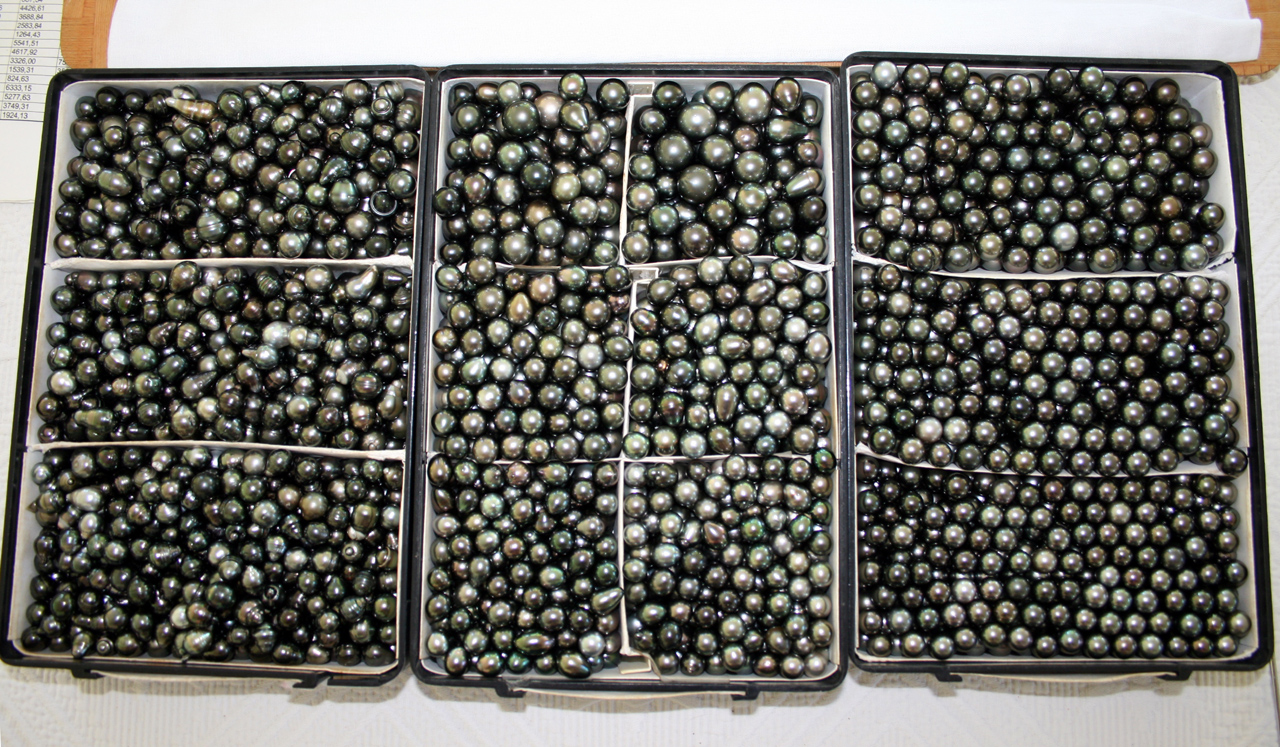
Perle di Tahiti in cesti

La perla di Tahiti o perla nera è una gemma formata dall'ostrica Pinctada margaritifera. Queste perle derivano il loro nome dalla provenienza geografica originale, nella Polinesia francese attorno a Tahiti.

## Descrizione
Le perle tahitiane variano in colore dal bianco al nero. Possono contenere vari sottotoni e sovratoni di verde, rosa, blu, argento e giallo. Le più pregiate sono quelle tendenti al nero, caratteristica unica di questo tipo di perle. Una vera perla nera è molto rara, e considerata una delle più pregiate al mondo. Molte perle dette "nere" sono in realtà color carbone vegetale, argento o verde scuro. Una caratteristica delle ostriche di Tahiti è che sono molto grandi e pesanti, anche 10 libbre. Questo permette alla perla interna di crescere facilmente in dimensione.
Le perle coltivate sono in varie forme e dimensioni oltre che di colore; sferiche, semi-sferiche, a bottone, circolare, ovali, a goccia, semi-baroque e baroque. La varietà di forma e colore viene usata nella gioielleria più raffinata.

## Coltivazione
La coltivazione delle perle avviene dall'inserimento di un seme derivato dalla conchiglia di un'ostrica nella gonade dell'ostrica prescelta, ovvero nell'organo riproduttivo, della Pinctada margaritifera. Impiega due anni di tempo un'ostrica per crescere in modo tale da produrre perle. Viene inserito anche un pezzo di tessuto del mantello del mollusco donatore, che influenza il colore della futura perla e provvede alle cellule epiteliali di assicurare la produzione della madreperla attorno al nucleo. I materiali usati per tale processo sono organici, per evitare il rigetto da parte dell'ostrica. Il guscio ha forma sferica e tale è la forma della perla creata. Il processo è fatto in breve tempo dato che l'ostrica non può sopravvivere al di fuori dell'acqua per lungo tempo.

## Esportazione
Il commercio di tale perla è la più grande esportazione della Polinesia francese, con il 55% annuale corrispondente a 20 milioni di US$. Le zone di coltivazione di tale perla si trovano nelle lagune blu di Tuamotu-Gambier Arcipelago, una delle cinque che costituiscono la Polinesia francese. Tahiti è la più grande.